# Grumman
Grumman Aircraft Engineering Corporation, kasneje Grumman Aerospace Corporation je bil ameriški proizvajalec civilnih in vojaških letal. Podjetje je ustanovil Leroy Grumman s partnerji, 6. decembra 1929. Leta 1994 se je podjetje združilo z Northrop-om v Northrop Grumman.

## Produkti

### Letala
- "Cats"
  - Grumman F4F Wildcat
  - Grumman F6F Hellcat
  - Grumman F7F Tigercat
  - Grumman F8F Bearcat
  - Grumman F9F Panther
  - Grumman F9F, F-9 Cougar
  - Grumman XF10F Jaguar
  - Grumman F-11 Tiger
  - Grumman F11F-1F Super Tiger
  - Grumman F-14 Tomcat

- Druga lovska letala
  - Grumman FF1
  - Grumman F2F[1]
  - Grumman F3F[2]
  - Grumman XF5F Skyrocket
  - Grumman XP-50
  - General Dynamics-Grumman F-111B
  - Grumman G-118

- Amfibijska letala
  - Columbia XJL
  - Grumman JF Duck
  - Grumman J2F Duck
  - Grumman G-21 Goose
  - Grumman G-44 Widgeon
  - Grumman G-73 Mallard
  - Grumman HU-16 Albatross

- Jurišna letala
  - Grumman A-6 Intruder

- Bombniki
  - Grumman XSBF
  - Grumman TBF Avenger
  - Grumman XTB2F
  - Grumman XTSF

- Letala za elektronsko bojevanje
  - Grumman EA-6B Prowler
  - General Dynamics/Grumman EF-111A Raven

- Druga letala
  - Grumman AF Guardian
  - Grumman C-1 Trader
  - Grumman E-1 Tracer
  - Grumman S-2 Tracker
  - Grumman E-2 Hawkeye
  - Grumman C-2 Greyhound
  - Grumman OV-1 Mohawk
  - Grumman X-29

- Civilna letala
  - Grumman Gulfstream I
  - Grumman Gulfstream II
  - Grumman American AA-1 (1971–76)
  - Grumman American AA-1B Trainer (1971–76)
  - Grumman American AA-5 Traveler (1972–75)
  - Grumman American AA-5A Cheetah (1976–79)
  - Grumman American AA-5B Tiger (1975–79)
  - Grumman American Cougar
  - Grumman Ag Cat
  - Grumman Kitten
  - Grumman G-65 Tadpole

### Vesoljska plovila
- - Apollo Lunar Module